# Liparetrus hattanus
Liparetrus hattanus är en skalbaggsart som beskrevs av Britton 1980. Liparetrus hattanus ingår i släktet Liparetrus och familjen Melolonthidae. Inga underarter finns listade i Catalogue of Life.